# Oktober 2005
| Oktober 2005 |
| Månader under 2005: Januari · Februari · Mars · April · Maj · Juni · Juli · Augusti · September · Oktober · November · December ← December 2004 · Januari 2006 → |

## Tisdag 4 oktober
- Amerikanerna Roy J. Glauber och John L. Hall samt tysken Theodor W. Hänsch tilldelas nobelpriset i fysik.

## Lördag 1 oktober
- Terrorattack mot restaurangen Raja i Kuta på Bali, minst 26 döda.
- João Bernardo Vieira tillträder som president i Guinea-Bissau, det är hans tredje presidentperiod.
- Claudio Muccioli och Antonello Bacciocchi, tar över som regenter i San Marino.

## Måndag 3 oktober
- Australiensarna Barry Marshall och Robin Warren tilldelas nobelpriset i medicin för sin upptäckt av bakterien Helicobacter pylori.
- Fanan troppas för sista gången i Vaxholm då Amf1 flyttar till Haninge garnison

## Onsdag 5 oktober
- Amerikanerna Robert Grubbs och Richard Schrock samt fransmannen Yves Chauvin tilldelas nobelpriset i kemi.

## Torsdag 6 oktober
- IAEA och dess chef Mohammed el-Baradei delar på nobels fredspris.

## Lördag 8 oktober

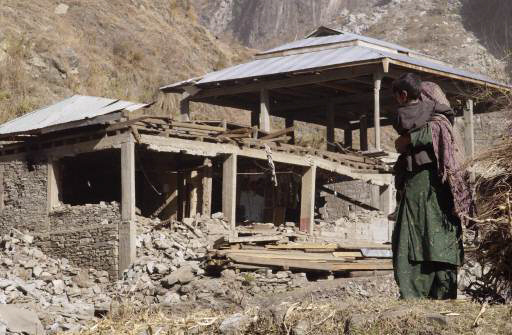
Rasat hus i Nardjan, Pakistan.

- En jordbävning som uppmäts till 7,6 på Richterskalan skakar gränstrakterna mellan Pakistan och Indien. Värst drabbat är Kashmir. Mer än 40 000 människor uppgavs ha omkommit.

## Måndag 10 oktober
- CDU-ledaren Angela Merkel blir förbundskansler i Tyskland, meddelades det från nuvarande kanslern Gerhard Schröders parti SPD på förmiddagen. Enligt en talesman röstade SPD med stor majoritet för överenskommelsen

## Tisdag 11 oktober 2005
- Sveriges Riksbanks pris i ekonomisk vetenskap till Alfred Nobels minne går i år till Thomas Schelling och Robert Aumann för deras forskning inom spelteori.
- Liberia håller president- och parlamentsval.
- Knut Ahnlund, som suttit på stol nummer sju i Svenska Akademien sedan 1983, meddelar i Svenska Dagbladet att han i protest mot valet av Elfriede Jelinek som förra årets nobelpristagare i litteratur, lämnar Akademien.

## Måndag 17 oktober 2005
- Norge får ny regering med Jens Stoltenberg som regeringschef, Jonas Gahr Støre som utrikesminister, Anne-Grete Strøm-Erichsen som försvarsminister och Kristin Halvorsen som finansminister.
- Sir Paul Haddacks blir ny Lordlöjtnant på Isle of Man

## Tisdag 18 oktober 2005
- Sir Fabian Malbon blir ny Lordlöjtnant på Guernsey

## Lördag 22 oktober 2005
- Abbas låt Waterloo vinner titeln Tidernas bästa Eurovisionbidrag i samband med Eurovision Song Contests 50-årsfirande i Köpenhamn.

## Söndag 23 oktober 2005
- Lech Kaczyński segrar över Donald Tusk i den avgörande andra valomgången i presidentvalet i Polen.

## Måndag 24 oktober 2005
- Lamin Kaba Bajo blir ny utrikesminister i Gambia.

## Tisdag 25 oktober 2005
- Det meddelas att Centerpartiet sålt sin tidningskoncern Centertidningar till ett konsortium bestående av Mittmedia, Tidningsaktiebolaget Stampen, Morgonpress Invest AB (ägt av Stampen och Lidköpingspress) och VLT AB.[1]

## Torsdag 27 oktober 2005
- I ett uttalande säger sig Irans president Mahmoud Ahmadinejad vilja utplåna Israel.
- Svenska kyrkans kyrkomöte säger ja till en kyrklig välsignelse för homosexuella par som har ingått partnerskap.[2]

## Fredag 28 oktober 2005
- Tre bomber i Indiens huvudstad New Delhi dödar åtminstone 50 personer.
- Lewis Libby, den amerikanske vicepresidenten Dick Cheneys stabschef, åtalas för att ha ljugit och försökt obstruera brottsundersökning.

## Måndag 31 oktober 2005
- FN:s säkerhetsråd kräver att Syrien samarbetar i utredningen av mordet på Libanons förre premiärminister Rafik Hariri.
- Kronprins Felipe av Spanien och hans fru Letizia Ortiz får en dotter vid namn Leonor.
- Samuel Alito blir George W. Bushs nya nominerade till domarposten i USA:s högsta domstol.

### Fotnoter
1. ↑  Så styckas Centertidningar, Svenska Dagbladet, 25 oktober 2005
2. ↑  ”Ja till välsignelseakt för homosexuella”. Aftonbladet. 27 oktober 2005. http://www.aftonbladet.se/nyheter/article10690720.ab. Läst 11 september 2016.